# Nemastoma dentigerum
Espèce
Nemastoma dentigerum est une espèce d'opilions dyspnois de la famille des Nemastomatidae.

## Distribution
Cette espèce se rencontre en Italie, en Suisse, en Allemagne, en Slovénie, en Croatie, en France, au Luxembourg, en Belgique et aux Pays-Bas.

## Description

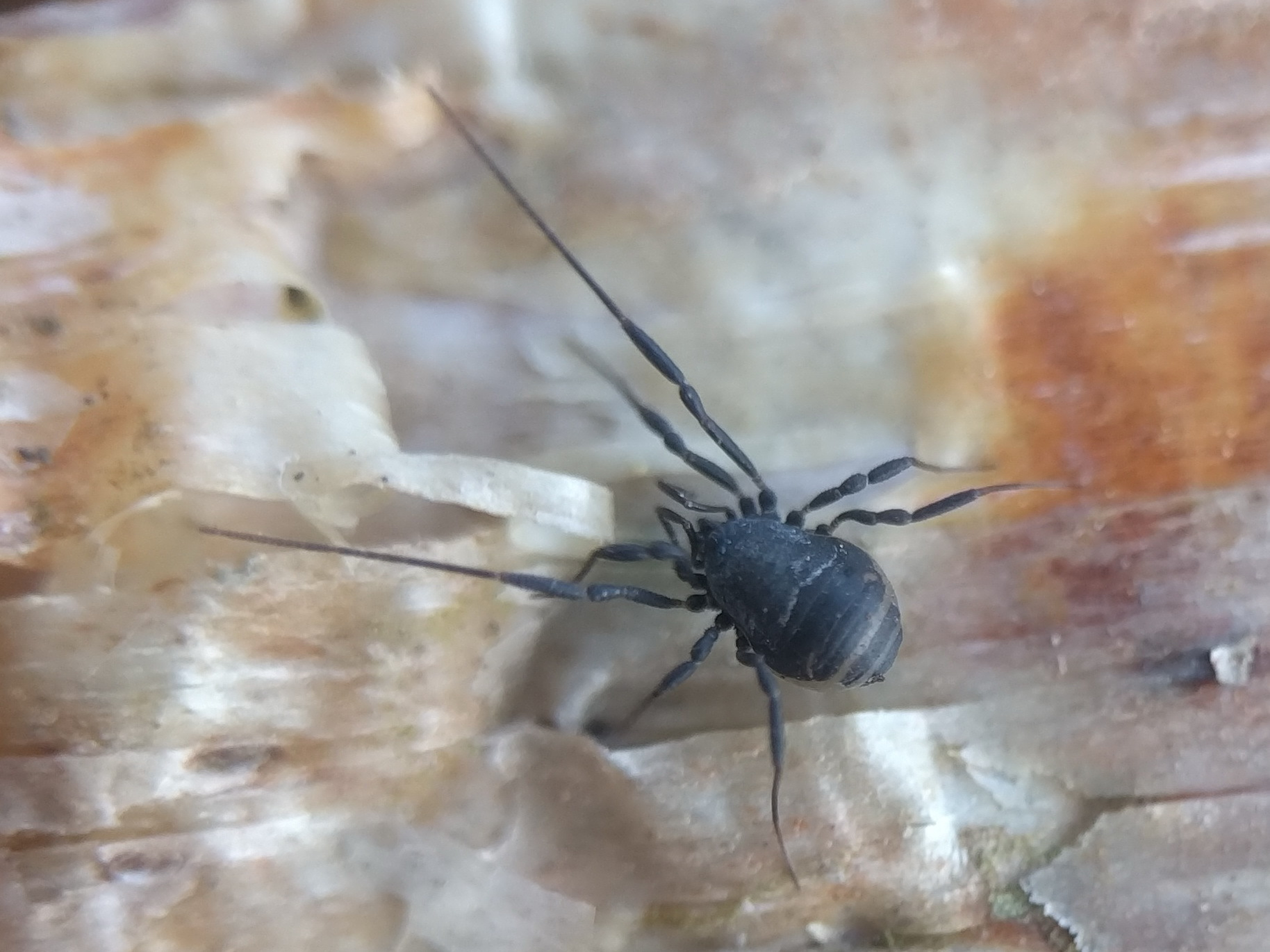
Nemastoma dentigerum

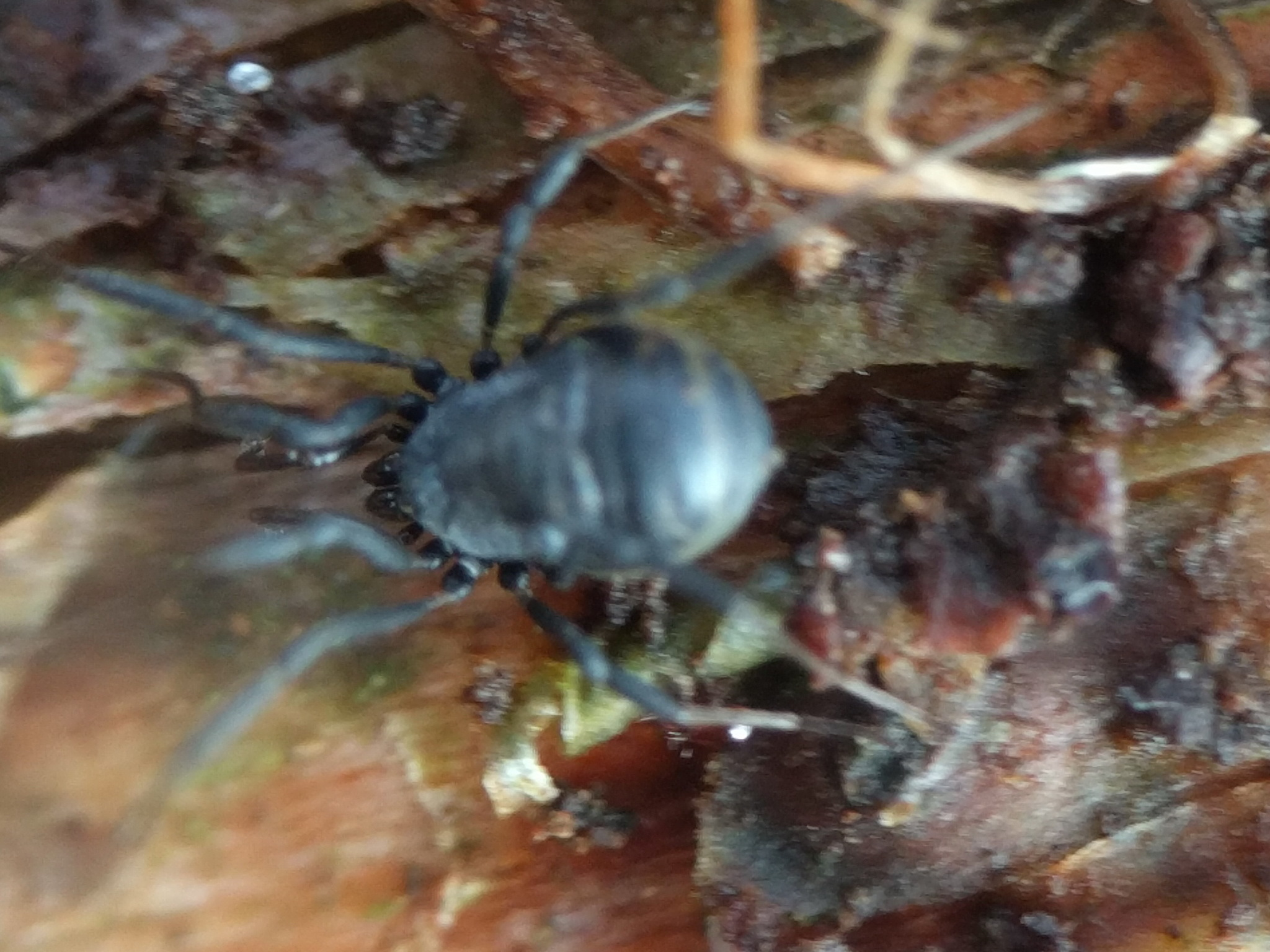
Nemastoma dentigerum

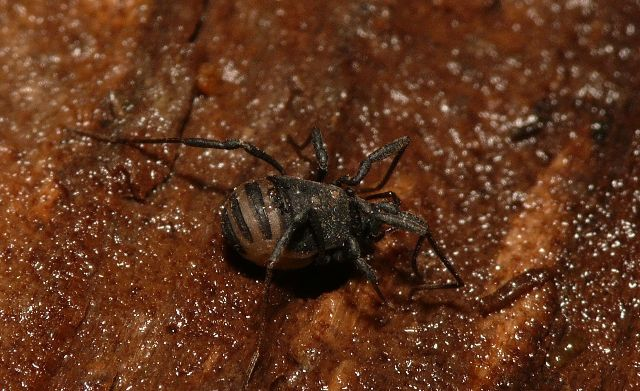
Nemastoma dentigerum

Le mâle holotype mesure 1,5 mm et la femelle paratype 2,0 mm.
Les mâles mesurent de 1,55 à 1,7 mm et les femelles de 1,6 à 1,9 mm.

## Systématique et taxinomie
Cette espèce a été décrite par Canestrini en 1873.

## Publication originale
- Canestrini, 1873 : « Nuove specie Italiane di Arachnidi. » Atti della Società Veneto-Trentina di Scienze Naturali, vol. 2, p. 45–52.